# Шефтларн
Шефтларн (њем. Schäftlarn) општина је у њемачкој савезној држави Баварска. Једно је од 29 општинских средишта округа Минхен. Према процјени из 2010. у општини је живјело 5.519 становника. Посједује регионалну шифру (AGS) 9184142.

## Географски и демографски подаци
Шефтларн се налази у савезној држави Баварска у округу Минхен. Општина се налази на надморској висини од 692 метра. Површина општине износи 16,7 km². У самом мјесту је, према процјени из 2010. године, живјело 5.519 становника. Просјечна густина становништва износи 330 становника/km².